# Галицкие евреи

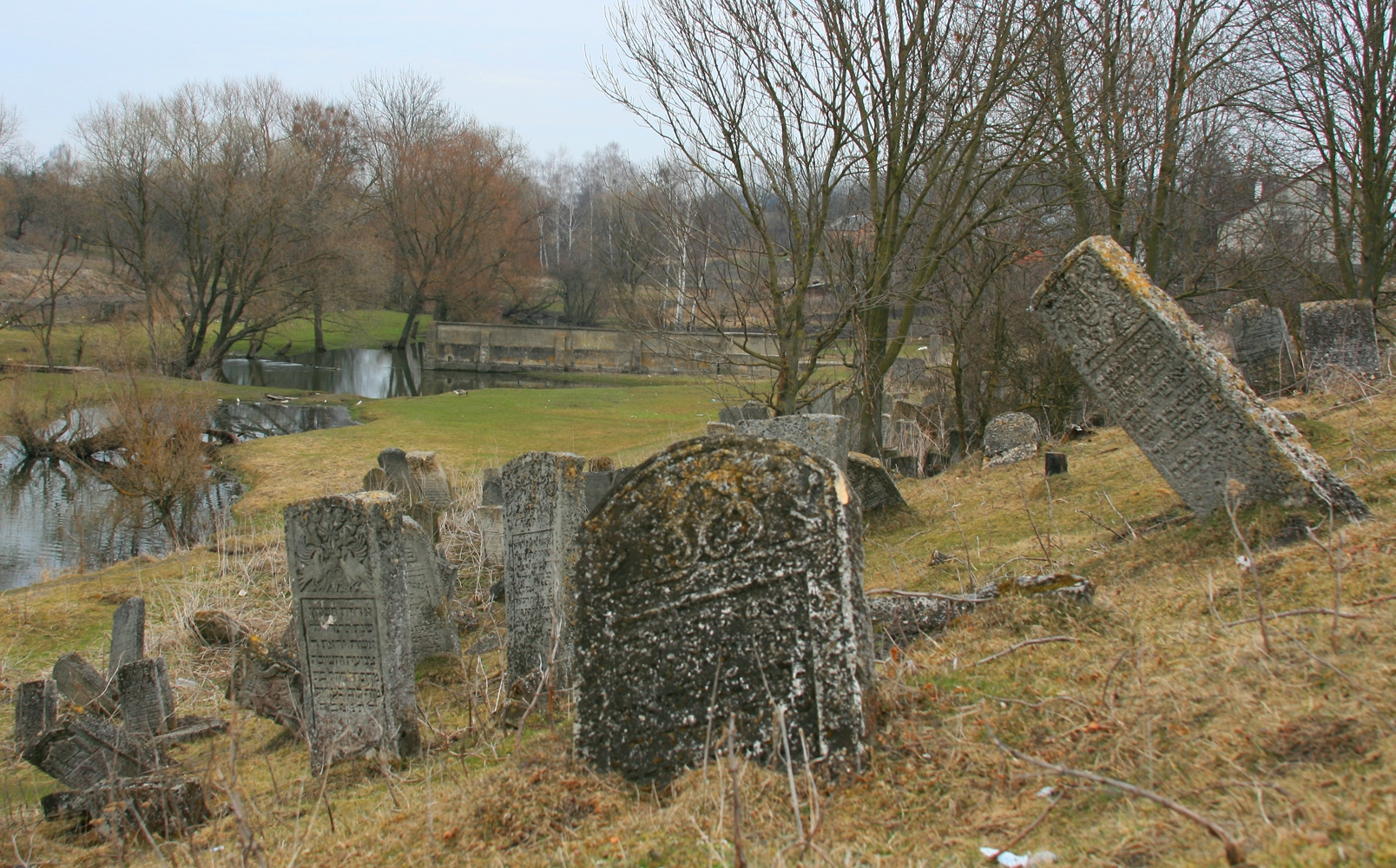
Еврейское кладбище в Буске

Галицкие евреи — евреи-ашкеназы Западной и части Восточной Галиции, носители галицкого говора центрального (польского) диалекта идиша.

## Роль евреев в Галиции
Евреи в Галиции проживали практически во всех районах, малых городах и, конечно, во всех крупных центрах. На их языке, идише, издавались книги и газеты. Однако, большая часть евреев ассимилировалась в языковом плане и пользовалась или польским, или немецким языками. Евреи Галиции оказывали серьёзное интеллектуальное влияние в философско-религиозной сфере (Мартин Бубер), литературе (Йозеф Рот и Маша Калеко), естественных науках, кинематографе (Билли Уайлдер), юриспруденции и во многих других сферах культуры и науки. Несмотря на то, что среди евреев Галиции были достаточно широко распространены сионистские идеи, большинство из них считало Галицию своим настоящим домом.

## История евреев Галиции
Еврейское население Галиции формировалось задолго до вхождения этой земли в состав Австро-Венгрии. Со времён приглашения евреев в Польское королевство Казимиром Великим, они составляли влиятельнейшую часть польского общества, сдерживая экспансию германских колонистов в польские города. Именно там зародился и сформировался субэтнос евреев-ашкеназов. В Галиции они являлись третьей наиболее многочисленной этнической группой, и составляли по меньшей мере 10 процентов всего населения. Украинский академик Сергей Ефремов отмечал: «Евреи, как известно, живут в тесной связи с украинским народом, они даже не соседи, как большинство других народов, но неотъемлемая часть народа, веками на украинской земле живущего».
Вплоть до середины XIX века процентное соотношение евреев в Галиции более-менее равномерно колебалось в пределах 5,5-6,5 % от общего количества населения.
Однако, уже с 1840-х годов еврейское население Галиции начало увеличиваться непропорционально. Причиной тому послужила еврейская иммиграция из инкорпорированных Российской империей польских земель. Рост эмиграции был обусловлен тем, что во времена царствования Николая I был введён ряд юридических норм, ограничивающих права евреев, в первую очередь в виде дополнительных налоговых сборов. Кроме этого, новые западные губернии были внесены в «черту оседлости», которая ограничивала права евреев на свободное передвижение.
Как евреи из Российской Империи, так и евреи из, собственно, Галиции, массово эмигрировали в США. Согласно данным галицкой администрации, в 1857 году Галицию покинуло 2000 евреев, а в 1890 их уже насчитывалось 7000. В общей сложности, с 1880 по 1910 гг из Галиции выехало, преимущественно в США, 236 504 еврея.
В связи с тем, что во время переписи 1900 года идиш в перечне материнских языков отсутствовал, галицкие евреи признали разговорными языками: польский (76 процентов), немецкий (17 процентов) и украинский (5 процентов). На деле в быту, конечно же, доминировал именно идиш.
После Первой мировой войны Галиция служила полем битвы между украинскими и польскими войсками. В ходе этого конфликта, галицкие евреи в целом соблюдали нейтралитет, хотя 1200 человек всё же сформировали еврейский батальон («Жидівський курінь») в Украинской Галицкой Армии. В парламенте Западно-Украинской Народной Республики для евреев было задекларировано выделение 10 % мест.
Однако после победы польских войск в Галиции в 1920 году Галиция отошла к Польше. И галицким евреям, и украинцам, польским правительством было запрещено работать на государственных предприятиях, в железнодорожных, почтовых, телеграфных учреждениях и т. д. Эти меры были применены в максимально строгой форме. Галицкие евреи, вместе с украинцами, пережили сильную национальную дискриминацию и полномасштабную полонизацию (например, в 1912 году в Галиции насчитывалось 2420 украинских народных школ, в 1938 году осталось лишь 352).
В сентябре 1939 года большая часть Галиции перешла к Советской Украине, где уже через два года они попали под немецкую оккупацию, во время которой большинство галицких евреев было уничтожено нацистами. Основная часть выживших эмигрировала в Израиль, США, Канаду или Австралию. Очень немногие оставшиеся на Украине или в Польше подверглись ассимиляции.

## Жизнь евреев Галиции
В большинстве своем галицкое еврейское население жило бедно, в основном работая в небольших мастерских и на промышленных предприятиях, а также занимаясь кустарными промыслами. Среди евреев, в первую очередь, часто встречались портные, плотники, шляпники, ювелиры и оптики. Почти 80 % портных в Галиции были евреями. Важным занятием евреев в городе и деревне была торговля, как оптовая, так и розничная.
Несмотря на это в Галиции, благодаря тяге к образованию, число еврейских работников умственного труда, пропорционально было гораздо выше, чем среди украинцев и даже поляков. Из 1700 врачей в Галиции 1150 были евреями, равно как и 41 % работников в сфере культуры, более 65 % парикмахеров, 43 % стоматологов, 45 % старших медсестер и 2200 евреев-юристов. Для сравнения, в то же время в Галиции было только 450 юристов-украинцев. Среди галицких евреев отдельно стоит выделить четырёх лауреатов Нобелевской премии: Исидор Айзек Раби (физика), Роалд Хофман (химия), Жорж Шарпак (физика), Шмуэль Агнон (литература).
В народном восприятии галицкие евреи были более эмоциональным и набожными, чем их соседи, евреи-литваки, которые считали их иррациональными и необразованными. Ира Штейнгрут в работе «Карты изучения идиш» посвятила этому карту «ашкенази версий Хатфилдса и Маккойса». Это совпадает с тем, что хасидизм был наиболее влиятельным на Украине и в южной части Польши, но упорно отрицался в Литве (даже та форма хасидизма, которая укоренилась там, а именно Хабад, была более склонна к интеллектуальному труду, чем другие хасидские группы). Обе эти группы отличались своими диалектами идиша и даже традиционной кухней.